# Rhoetus (Kentaur)

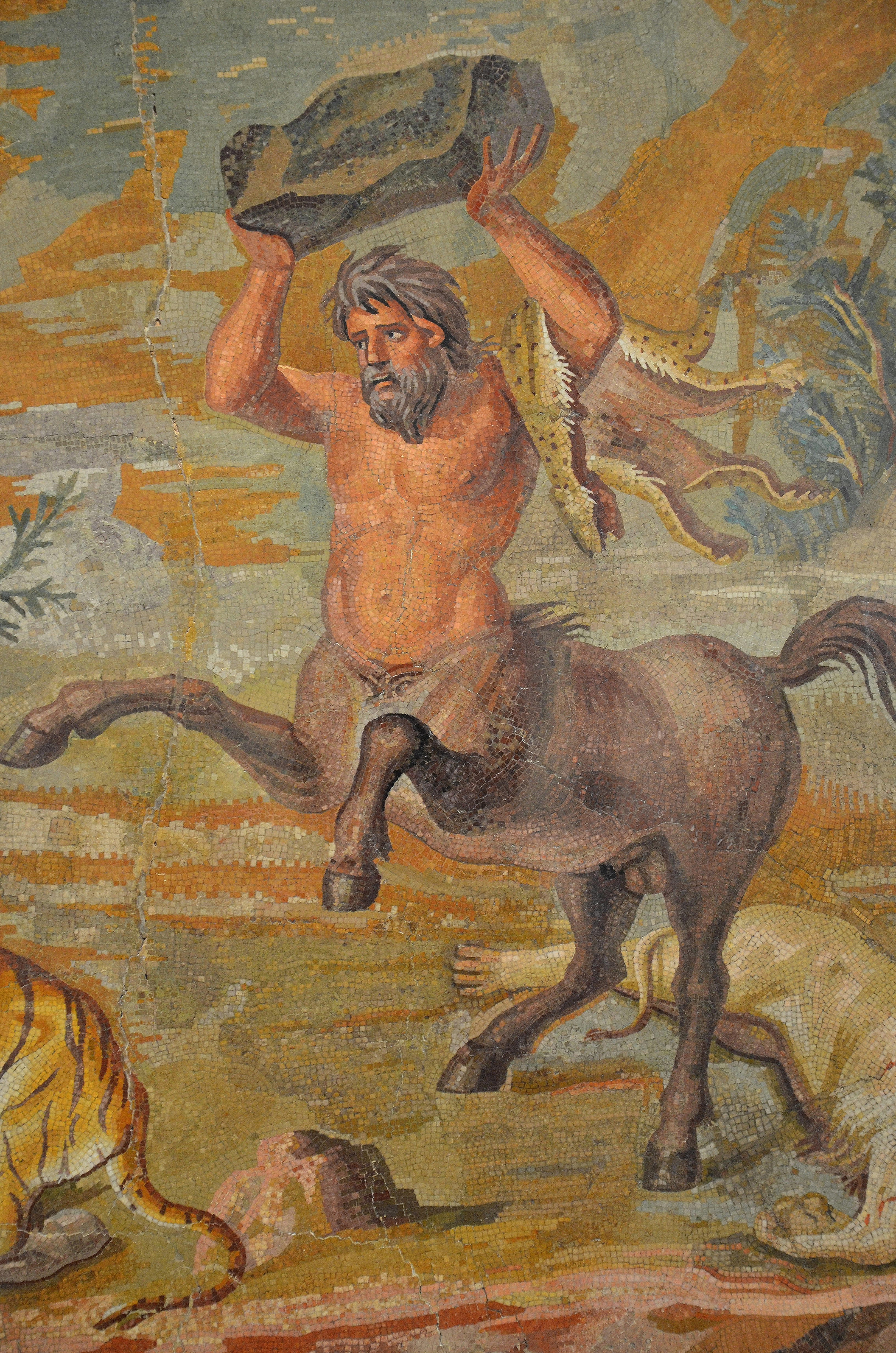
Kentaur, Römisches Mosaik, 2. Jh. n. Chr.

Rhoetus ist eine Gestalt der griechischen Mythologie und zwar ein betrunkener Kentaur, der in der Kentauromachie, auf der Hochzeit des Lapithen Peirithoos mehrere Hochzeitsgäste tötet, bis er, vom Lapithen Dryas schwer verletzt, die Flucht ergreift. Möglicherweise ist er identisch mit dem griechisch überlieferten Rhoikos. Hauptquelle ist Buch 12 der Metamorphosen des Ovid.

## Name
Rhoetus kommt aus dem Griechischen Ῥοῖτος, Rhoítos; lateinisch und deutsch Rhoetus, deutsch auch Rhötus. Der etymologische Kern ist das Verb ῥέω, rhéō, fließen, strömen mit dem Wortstamm ῥυ, rhy für alles, was fließt. Er passt bildlich zu allem, was mit Wasser in Verbindung steht, so auch zu den wilden Gebirgsbächen und damit zu den Kentauren, die „ursprünglich nichts weiter als Personifikationen wilder, von hohen Waldgebirgen niederströmender Bäche seien.“ Dazu passt, dass die Kentauren gewöhnlich mit Bäumen und Felsbrocken kämpfen und aussehen wie Pferde (siehe Bild).

## Mythos
Quellentexte finden sich bei Vergil, Ovid und Valerius Flaccus. Vergil und Valerius Flaccus beschränken sich auf die Erwähnung seiner Trunkenheit und der daraus resultierenden Unbeherrschtheit. Ovid malt seine Beteiligung an der Kentaurenschlacht mit brutalen und tödlichen Kampfszenen aus.
Ort des Geschehens ist die Hochzeit des Lapithen Peirithoos, auf der ein blutiges Gemetzel zwischen den gastgebenden Lapithen und den eingeladenen Kentauren ausbricht. Anlass geben die Kentauren, die sich im Rausch hemmungslos auf die Frauen der Lapithen stürzen, wodurch es zum Kampf kommt.

### Vergil
Unter den Berauschten ist auch Rhoetus, den Vergil als Beispiel für die schädlichen Folgen des unmäßigen Alkoholkonsums herausstellt: „Bacchus gab zu Verbrechen oft Anlaß, zu tödtlichem Wüthen zwang er … den Rhoetus.“

### Ovid
Ovid führt genauer aus, wie Rhoetus im Kampf wütet: „Sieh, ein brennendes Scheit vom Pflaumenbaum raffte sich Rhoetus mitten vom Opferaltar und zerschlug am Haupt des Charaxus, rechtsher schmetternd, die Schläfe.“
Charaxus, schwer verletzt, ergreift eine steinerne Türschwelle, zielt auf Rhoetus, verfehlt ihn, trifft stattdessen seinen Kampfgenossen Cometes, der unter dem Stein begraben wird. Rhoetus kommentiert dies mit den Worten: „Möchte doch … auch solch tüchtige Kraft dartun dein übriges Kriegsvolk!“ Und er trifft erneut Charaxus’ Kopf „und treibt in das flüssige Hirn die zerschmetterten Knochen.“
Im Rausch des Sieges tötet er noch zwei weitere Lapithen, den Corythus und den Euagros, und stürzt sich auf den Dryas, an dem er aber scheitert: „Ihm (dem Rhoetus), der prahlt mit des ständigen Mordes Gelingen, / bohrst du (Dryas) geglüheten Pfahl dicht neben dem Hals in die Schulter. / Da stöhnt Rhoetus und reißt mit Mühe den Pfahl aus dem harten / Knochen und flieht nun selber, benetzt von dem eigenen Blute.“ Rhoetus’ Flucht löst eine ganze Fluchtwelle aus, auch die Kentauren Lykabas, Ornëus und Medon, Thaumas, Mermeros, Pholos, Melaneus, Abas und Astylos fliehen.
Das weitere Schicksal des Rhoethus bleibt offen.

### Valerius Flaccus
Valerius Flaccus greift später wieder auf Vergil zurück und bekräftigt noch einmal kurz: „Rhoetus, tobend vom vielen Wein und vom Kampf.“